# George Pal
George Pal, född György Pál Marczincsák 1 februari 1908 i Cegléd i Österrike-Ungern, död 2 maj 1980 i Beverly Hills i Kalifornien i USA, var en ungerskfödd amerikansk animatör och filmproducent, mest förknippad med dockfilm och science fiction-genren. Han belönades 1944 med en heders-Oscar och 1976 med SFWA:s Special-plakett i samband med utdelandet av Nebulapriset.

## Biografi

### Bakgrund, tidig karriär
Han föddes i Cegléd i Österrike-Ungern, av George Pál Sr. och hans fru Maria. 1928 utexaminerades från konstakademin i Budapest varpå han fram till 1931 gjorde film för Hunnia Films i Budapest i Ungern.
Han gifte sig 1931, med Zsoka Grandjean, flyttade till Berlin där han grundade Trickfilm-Studio Gmbh Pal und Wittke. 1931–1933 hade filmbolaget UFA Studios som sin främsta kund, och under den här perioden patenterade han Pal-Doll, i USA känd som Puppetoons.
Han arbetade i Prag 1933, och året därpå gjorde han en reklamfilm i sitt hotellrum i Paris. Reklamfilmen ledde till att Philips bad honom göra två reklamfilmer för dem. Han började med att använda Pal-Doll-tekniker i ett före detta slakteri i Eindhoven men kunde senare fortsätta i hemmastudion Suny Home.

### Flytt till USA
Fram till 1939 gjorde han fem filmer åt det brittiska företaget Horlicks Malted Milk, han men lämnade Tyskland när nazisterna kom till makten. 1940 emigrerade han till USA, där han arbetade för Paramount Pictures. Hans vän Walter Lantz hjälpte honom att få amerikanskt medborgarskap.
Under 1940-talet animerade han Puppetoons-serien, han fick en hedersoscar 1944 för "utvecklandet av nya metoder och tekniker i produktionen av kortfilmer, kända som Puppetoons" ("the development of novel methods and techniques in the production of short subjects known as Puppetoons"). I och med The Great Rupert 1950 övergick han till att arbeta med spelfilm.

### Senare år, betydelse
Han är bäst ihågkommen som producenten bakom 1950- och 1960-talens banbrytande science fiction-filmer, varav fyra tillsammans med regissören Byron Haskin. Hans bakgrund med de originella Puppetoons la grunden till den fantasifulla scenografin i hans filmer från denna period.
Han dog, när han var 72 år gammal, av en hjärtinfarkt och ligger begravd på Holy Cross Cemetery i Culver City i Kalifornien. The Voyage of the Berg, som han arbetade med, hann aldrig slutföras.
Han har en stjärna på Hollywood Walk of Fame på 1722 Vine Street. 1980 instiftade Academy of Motion Picture Arts and Sciences föreläsningsserien "George Pal Lecture on Fantasy in Film" till hans minne.

## Filmografi
- Rhythm in the Ranks (1941) (producent och regissör)
- Tulips Shall Grow (1942) (producent och regissör)
- The 500 Hats of Bartholomew Cubbins (1943) (producent och regissör)
- And to Think That I Saw It on Mulberry Street (1944) (producent och regissör)
- Jasper and the Beanstalk (1945) (producent och regissör)
- John Henry and the Inky-Poo (1946) (producent och regissör)
- Tubby the Tuba (1947) (producent och regissör)
- The Great Rupert (1950) (producent)
- Destination Moon (1950) (producent)
- Flykten från jorden (1951) (producent)
- Världarnas krig (1953) (producent)
- Houdini (1953) (producent)
- The Naked Jungle (1954) (producent)
- Conquest of Space (1955) (producent)
- Tummeliten (1958) (producent och regissör)
- Tidmaskinen (1960) (producent, regissör och "Morlock"-designer)
- Atlantis, the Lost Continent (1961) (producent och regissör)
- Bröderna Grimms underbara värld (1962) (producent och regissör)
- 7 Faces of Dr. Lao (1964) (producent och regissör)
- The Power (1968) (producent)
- Doc Savage: The Man of Bronze (1975) (producent)